# Leucanopsis flavorufa
Leucanopsis flavorufa là một loài bướm đêm thuộc phân họ Arctiinae, họ Erebidae.